# Jardinópolis (Santa Catarina)
Jardinópolis è un comune del Brasile nello Stato di Santa Catarina, parte della mesoregione dell'Oeste Catarinense e della microregione di Chapecó.